# Ágar mycosel
Ágar Mycosel é um meio de cultura usado para isolamento de fungos. É utilizado principalmente em fungos dermatófitos. Possui coloração amarela clara e opalescente.